# Stanley Donen
Stanley Donen est un réalisateur américain né le 13 avril 1924 à Columbia (Caroline du Sud) et mort le 21 février 2019 à New York.
Il commence à dix ans une carrière de danseur en poursuivant ses études secondaires à Columbia. À seize ans, il débute à Broadway dans Pal Joey et se lie d'amitié avec Gene Kelly. Il joue dans  Best Food Forwards : Gene Kelly en est la vedette et le chorégraphe. En 1942-43, il devient son collaborateur à Hollywood : leur originalité se trouve et dans les chorégraphies innovantes et dans des scénarios plus réalistes.
Avec une filmographie composée d'une trentaine de films, Stanley Donen a marqué profondément l'histoire du cinéma américain, notamment dans le domaine de la comédie musicale. Il réalise chez MGM, sous la houlette du producteur Arthur Freed, Un jour à New York, et Chantons sous la pluie (Singin' in the rain) en 1952, devenu l'icône du genre. Leur collaboration s'arrête avec l'échec de Beau fixe sur New York. Charade (1963) est également un des fleurons de la comédie policière.
En 1998, lors de la cérémonie des Oscars à Los Angeles, il reçoit l'Oscar d'honneur pour l'ensemble de sa carrière.

## Biographie

### Enfance et Broadway
Stanley Donen naît à Columbia de Mordecai Moses Donen, gérant d'un magasin de robes, et de Helen Cohen, fille de bijoutier. Sa plus jeune sœur Carla Donen Davis naît en août 1937. Ses parents sont de confession juive mais lui devient rapidement athée. Il décrit sa jeunesse comme malheureuse, notamment du fait qu'il était l'un des rares juifs à Columbia et qu'il devait supporter le harcèlement teinté d'antisémitisme de ses camarades d'école. Il passe l'essentiel de sa jeunesse au cinéma et apprécie particulièrement les westerns, les comédies et les thrillers. Il est très marqué par le film Flying Down to Rio (1933) avec Fred Astaire et Ginger Rogers, qu'il déclare avoir vu entre trente et quarante fois. Le jeune Donen tourne quelques films avec une caméra 8mm et organise des projections avec un projecteur acheté par son père.
Inspiré par le modèle de Fred Astaire, Stanley Donen prend des cours de danse au Town Theater de Columbia et se produit au théâtre de la ville. Sa famille voyage fréquemment à New-York pendant l'été, ce qui lui donne l'occasion de voir les comédies musicales de Broadway et de se perfectionner en danse. Un de ses premiers professeurs est Ned Wayburn, qui avait également enseigné à Fred Astaire en 1910, quand ce dernier n'avait que onze ans. Diplômé du secondaire à l'âge de seize ans, Donen rejoint l'Université de Caroline du Sud un semestre l'été, pour y apprendre la psychologie. Encouragé par sa mère, il part à l'automne 1940 à New York pour continuer les spectacles de danse. Après deux auditions il est recruté dans la troupe des danseurs pour Pal Joey, mis en scène par George Abbott et produit par Richard Rodgers et Lorenz Hart. Gene Kelly joue le rôle principal, qui lui vaudra de devenir une star de Broadway.
George Abbott demande ensuite à Donen de travailler sur son spectacle Best Foot Forward, pour lequel il devient rapidement assistant à la réalisation. Gene Kelly lui demande de devenir son assistant chorégraphe. Donen sera finalement renvoyé du spectacle mais il travaille à nouveau avec Abbott en 1942, sur son spectacle suivant Beat the Band. En 1946 il reviendra brièvement à Broadway pour chorégraphier certaines scènes de danse de Call Me Mister.

### Carrière de cinéaste

#### 1943 - 1949: chorégraphe à Hollywood
En 1943, Arthur Freed, producteur de comédies musicales à succès pour la MGM, achète les droits de Best Foot Forward et en réalise une adaptation au cinéma avec Lucille Ball et William Gaxton. Donen vient à Hollywood pour être auditionné, et signe un contrat d'un an avec la MGM. Dans Best Foot Forward, il est nommé par Charles Walters à la fois danseur et assistant chorégraphe. À la MGM il renoue son amitié avec Gene Kelly dont la popularité est grandissante. Quand Kelly est prêté à Columbia Pictures pour tourner dans un film de Rita Hayworth, on lui propose de chorégraphier ses propres danses : il demande alors à Donen de l'assister, ce qu'il fera sur trois séquences de danse dans Cover Girl (1944). Il est notamment à l'origine de la scène où le reflet de Gene Kelly quitte la vitrine d'un magasin pour danser avec lui. Le réalisateur ne croyait pas à l'idée, mais Donen et Kelly dirigèrent la scène eux-mêmes et Donen passa plus d'un an sur son montage. Le film fit de Gene Kelly une star et un nom prometteur de la comédie musicale aux yeux de nombreux critiques. Donen signa par la suite un contrat d'un an avec Columbia et chorégraphia plusieurs de leurs films ; il refusa de suivre à nouveau Kelly quand ce dernier retourna à la MGM et voulut l'emmener avec lui.
En 1944 Donen et Kelly chorégraphient Anchors Aweigh sorti l'année suivante par la MGM avec Kelly et Frank Sinatra dans les rôles titres. Le film présente une scène de danse devenue célèbre entre Kelly et la souris Jerry, héroïne de la série d'animation Tom et Jerry. L'idée de la séquence revient à Donen et c'est Fred Quimby qui a animé la souris avec le concours de William Hanna et Joseph Barbera. Donen et Kelly voulaient utiliser Mickey Mouse ou Donald Duck pour la séquence, mais Disney travaillait à l'époque sur une idée similaire dans The Three Caballeros et refusait de faire apparaître ses personnages dans un film MGM. Le tournage de la séquence prit deux mois et Donen passa un an à perfectionner la séquence image par image. Selon Barbera, « le résultat bluffa le public lors de la projection test ».
Tandis que Gene Kelly effectue son service militaire en tant que photographe pour l'U.S. Naval Air Service (de 1944 à 1946), Donen s'en fait dispenser sur la base d'une hypertension artérielle. Il travaille alors comme chorégraphe sur des comédies musicales sans être crédité au générique. Cette période lui a permis de perfectionner son art, d'approfondir son travail sur la musique, les morceaux et la photographie. Il dirige alors souvent la réalisation des séquences en essayant de nouvelles idées.
Quand Kelly revient à la vie civile, Donen et lui travaillent ensemble sur des séquences de Living in a Big Way, puis commencent à travailler sur le scénario de ce qui deviendra Take Me Out to the Ball Game (1949) avec Gene Kelly, Frank Sinatra et Jules Munshin. Ils ne purent être co-réalisateurs du film comme ils le souhaitaient. Freed ayant choisi Busby Berkeley comme metteur-en-scène, Donen et Kelly ne firent que diriger les séquences de danse de Kelly.

#### 1949:On the Town
Après le succès de Take Me Out to the Ball Game, Freed permet en 1949 à Donen et Kelly de réaliser On The Town, une adaptation de la comédie musicale de Broadway de Betty Comden et Adolph Green. Le film raconte l'histoire de marins en permission à New York ; ce sera le premier film musical tourné sur site. Donen et Kelly voulaient ne tourner qu'à New York, mais Freed ne leur permit qu'une seule semaine hors du studio. Durant ce laps de temps ils purent tourner la célèbre séquence d'ouverture avec la chanson New York, New York. Libéré des interférences du studio et des contraintes de son du plateau, Donen et le cinéaste Harold Rosson tournent dans les rues de New York la scène qui ouvrira la voie à de nouvelles techniques de tournage qui ne seront popularisées qu'une dizaine d'années plus tard avec la Nouvelle Vague : jump cut, plan panoramique à 360°, absence de raccord de déplacement, recours à des acteurs non professionnels. Le film est un succès financier et critique ; il reçoit l'Oscar de la meilleure musique et du meilleur film musical, et les scénaristes Comden et Green reçoivent le prix du meilleur scénario de film musical de la Directors Guild of America. Comme Orson Welles, Donen réalise ainsi son premier film à l'âge de 25 ans.

#### 1949 - 1952: sous contrat avec la MGM

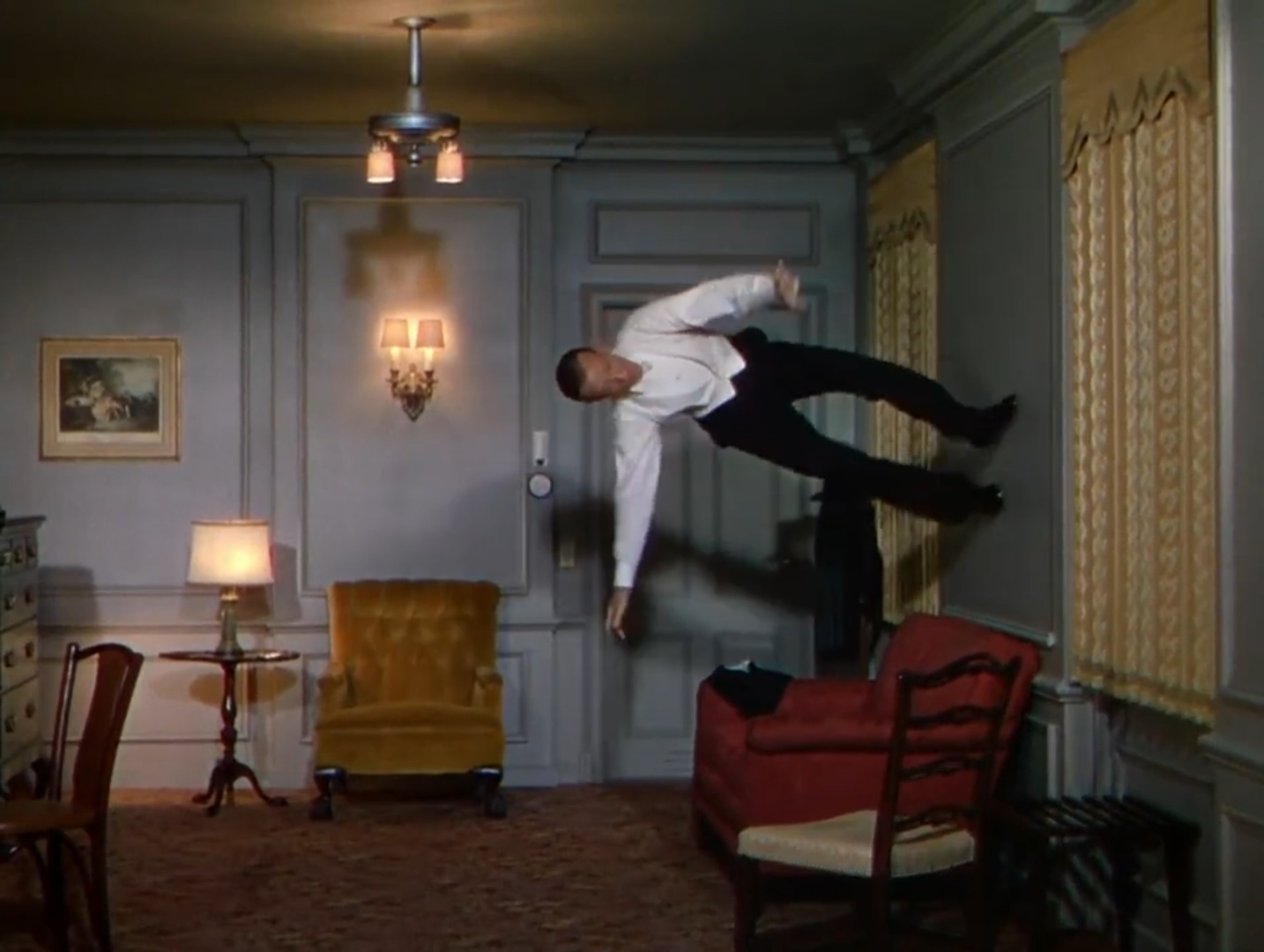
Fred Astaire danse dans Royal Wedding (1951).

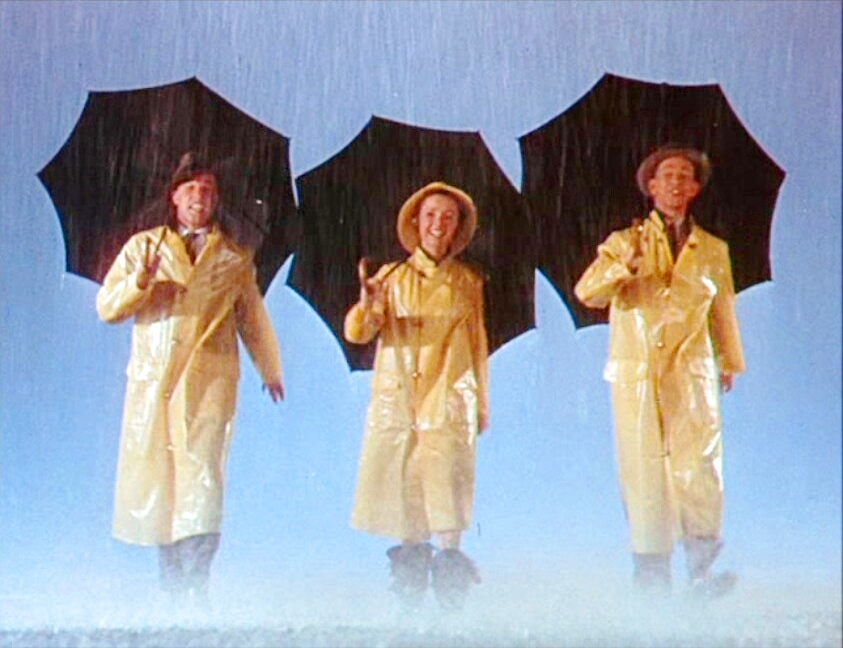
Gene Kelly, Debbie Reynolds et Donald O'Connor dans la bande-annonce de Chantons sous la pluie (1952).

Après le succès de On The Town, Stanley Donen signe un contrat de réalisation pour sept ans avec la MGM. Ses deux films suivants sont produits par Fred Astaire mais Gene Kelly n'y figure pas. Après avoir été remplacé comme réalisateur sur le film Pagan Love Song (1950) à cause d'un différend avec la star Esther Williams, Stanley Donen a l'occasion de tourner un film avec l'idole de son enfance, Fred Astaire : ce sera Royal Wedding (1951), où Astaire forme avec Jane Powell un duo de frère et sœur qui dansent en Angleterre à l'occasion du mariage royal entre la princesse Élisabeth et Philip d'Édimbourg en 1947. Judy Garland devait initialement être engagée pour le rôle principal, mais la maladie l'en empêcha ; June Allyson, qui devait la remplacer, tomba enceinte et fut à son tour remplacée par Jane Powell. Stanley favorise la signature de contrats avec l'Agence Scribe à Paris pour produire une tournée d'artistes de la MGM en France, comme les singes-acrobates des galas de Jo Darlays à la Bourse du Travail.

### Mort
Stanley Donen meurt d'une crise cardiaque le 21 février 2019 à l'âge de 94 ans,,,, à Manhattan.

## Filmographie
- 1949 : Un jour à New York (On the Town)
- 1951 : Mariage royal (Royal Wedding)
- 1952 : Ruse d'amour (Love Is Better Than Ever)
- 1952 : Chantons sous la pluie (Singin' in the Rain)
- 1952 : L'Intrépide (Fearless Fagan)
- 1954 : Donnez-lui une chance (Give a Girl a Break)
- 1954 : Les Sept Femmes de Barbe-Rousse (Seven Brides for Seven Brothers)
- 1954 : Au fond de mon cœur (Deep in My Heart)
- 1955 : Beau fixe sur New York (It's Always Fair Weather)
- 1955 : L'Étranger au paradis (Kismet) (non-crédité au générique)
- 1957 : Drôle de frimousse (Funny Face)
- 1957 : Pique-nique en pyjama (The Pajama Game)
- 1957 : Embrasse-la pour moi (Kiss Them for Me)
- 1958 : Indiscret (Indiscreet)
- 1958 : Cette satanée Lola (Damn Yankees!)
- 1960 : Chérie recommençons (Once More, with Feeling)
- 1960 : Un cadeau pour le patron (Surprise Package)
- 1960 : Ailleurs l'herbe est plus verte (The Grass Is Greener)
- 1963 : Charade
- 1966 : Arabesque
- 1967 : Voyage à deux (Two for the Road)
- 1967 : Fantasmes (Bedazzled)
- 1969 : L'Escalier (The Staircase)
- 1974 : Le Petit Prince (The Little Prince), d'après Antoine de Saint-Exupéry
- 1975 : Les Aventuriers du Lucky Lady (Lucky Lady)
- 1978 : Folie Folie (Movie Movie)
- 1980 : Saturn 3
- 1984 : C'est la faute à Rio (Blame It on Rio), remake d'Un moment d'égarement de Claude Berri (1977)